# USS St. Louis (CL-49)
Pour les articles homonymes, voir Almirante Tamandaré (homonymie).
Pour les autres navires du même nom, voir USS St. Louis.
L'USS St. Louis (CL-49), est un croiseur léger de classe St. Louis de l'United States Navy. Navire de tête de sa classe, il est le cinquième bâtiment de la United States Navy à être nommé d'après St. Louis, la capitale du Missouri. 

## Historique

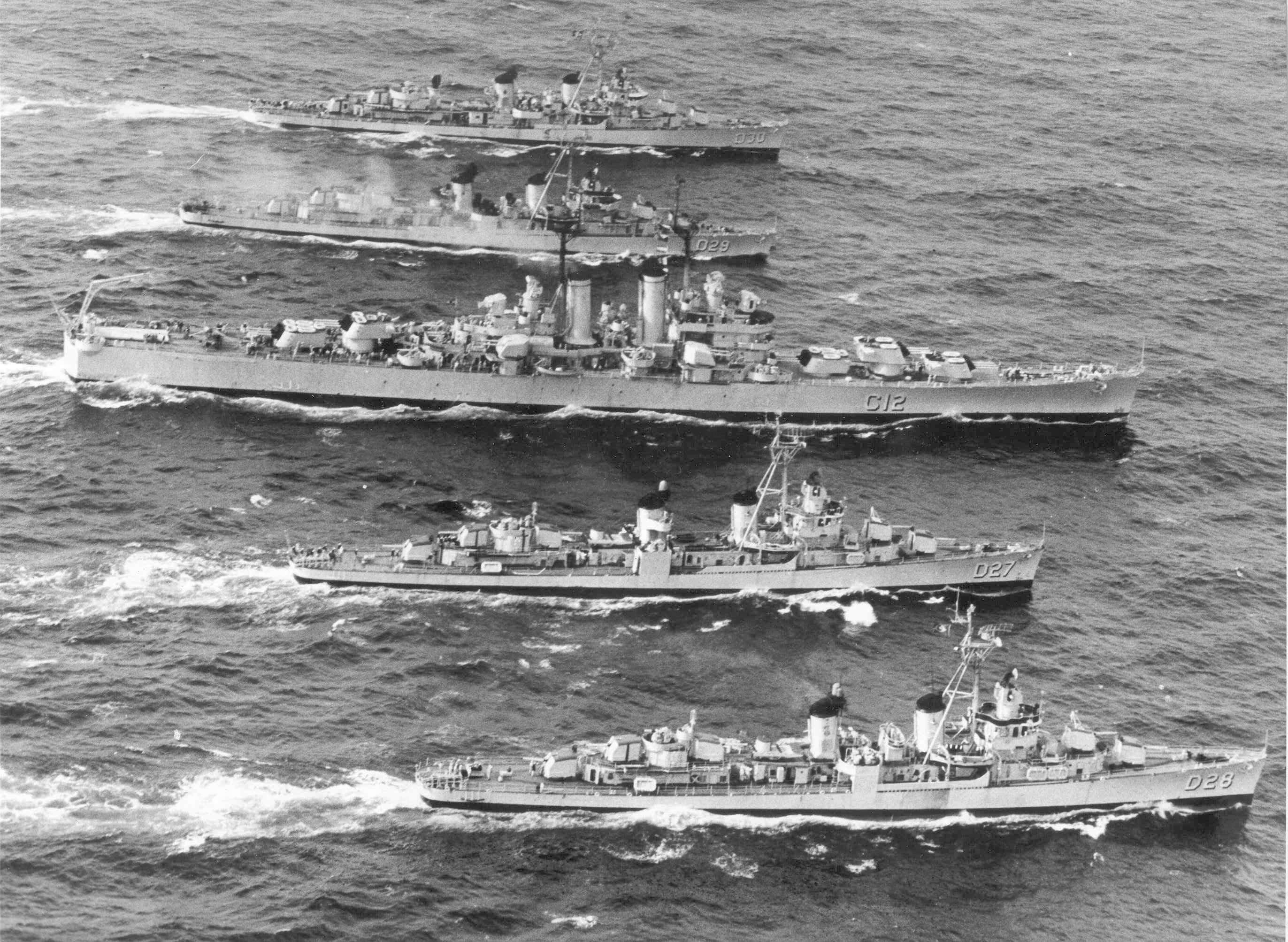
Escadre de la Marine brésilienne en 1961 durant la guerre de la langouste. Au centre le croiseur Almirante Tamandaré, entouré de quatre bâtiments de la.

Mis en service en 1939, il est très actif dans l'océan Pacifique pendant la Seconde Guerre mondiale, et termine la guerre avec onze étoiles.
Il est rayé des listes de la Marine américaine peu de temps après la guerre et vendu au Brésil. Il est mis en service au sein de la Marine brésilienne sous le nom d'Almirante Tamandaré en 1951. Il sert jusqu'en 1976, et coule le 24 août 1980 alors qu'il était remorqué pour être démantelé.